# Ministro Andreazza
Ministro Andreazza è un comune del Brasile nello Stato di Rondônia, parte della mesoregione del Leste Rondoniense e della microregione di Cacoal.
Prende il nome dal colonnello Mário Andreazza che fu ministro nel periodo del regime militare in Brasile.